# Institutions européennes à Strasbourg

Le blason de Strasbourg.

Le drapeau européen.

Strasbourg est le siège de nombreuses institutions européennes. Une vingtaine d’organisations internationales y sont installées dont le Conseil de l'Europe, le Parlement européen ou encore la Commission centrale pour la navigation du Rhin, plus ancienne organisation internationale au monde en activité. 
Cette concentration d’institutions européennes et la présence de 75 représentations diplomatiques et consulats, permet à Strasbourg de prétendre au titre de « capitale européenne ».

## Quartier européen de Strasbourg
Pour les articles homonymes, voir Quartier européen.
Le quartier européen couvre les quartiers de l’Orangerie, de la Robertsau et du Wacken, au nord-est du centre-ville, au bord du bassin de l'Ill formé par l'intersection de la rivière Ill et du canal de la Marne au Rhin. 

### Historique
Le premier bâtiment du quartier construit spécialement pour une institution européenne a été la « maison de l'Europe ». Destinée au Conseil de l'Europe, elle est érigée face au parc de l'Orangerie, à l'emplacement de l'ancienne place André Le Nôtre, entre 1949 et 1950 par l'architecte Bertrand Monnet.
Le bâtiment B du Conseil de l'Europe, est construit entre 1953 et 1954 à l'arrière de la maison de l'Europe.
En 1957, la ville de Strasbourg est candidate pour accueillir le siège du Parlement européen. Elle propose alors trois sites d'implantation pour les institutions européennes : la Robertsau, Oberhausbergen et Scharrachbergheim. Strasbourg est retenue comme siège du Parlement l'année suivante en raison de la symbolique de la réconciliation franco-allemande et aussi car la ville accueillait déjà des institutions européennes. Finalement les projets originaux de 1957 ne seront pas réalisés même si le quartier européen a bien vu le jour dans le secteur Orangerie - Robertsau - Wacken.
Le centre européen de la jeunesse est réalisé en 1972 par deux architectes norvégiens au milieu des installations sportives du Wacken.
Le palais de l'Europe est construit entre 1972 et 1977 à l'emplacement d'anciens terrains de tennis. Il remplace alors la maison de l'Europe comme siège du Conseil de l'Europe, son hémicycle est également utilisé par le Parlement européen. La maison de l'Europe, aujourd'hui démolie, se trouvait à l'emplacement de la vaste pelouse située devant l'actuel palais.
Entre 1980 et 1991, le Parlement européen fait édifier trois immeubles de bureaux sur la rive droite de l'Ill. Ils sont reliés au palais de l'Europe par une passerelle.
La villa Schutzenberger est occupée par l'Association parlementaire européenne (APE) depuis 1989 et par l'Observatoire européen de l'audiovisuel depuis 1992.
Le palais des droits de l'homme est construit entre 1991 et 1995 — au nord du canal de la Marne au Rhin — afin de remplacer l'ancien bâtiment réalisé à la suite de la convention européenne des droits de l'homme en 1965, utilisé par la Cour européenne des droits de l'homme, qui se situait à l'arrière du palais de l'Europe.
À partir de 1973, la Direction européenne de la qualité du médicament et soins de santé occupait l'ancien relais postal du milieu du XVIIIe siècle, ayant également servi d’auberge puis de bâtiment conventuel, à l'entrée de la Robertsau. À la suite de la construction du palais des droits de l'homme, la bâtisse est démontée et déplacée à son emplacement actuel un peu plus au nord. Elle est aujourd'hui occupée par l'Institut international des droits de l'homme.
Le nouveau Parlement européen — IPE 4 — est construit de 1993 à 1999 sur la rive gauche de l'Ill. Il est relié aux trois autres IPE, sur la rive opposée, par une passerelle qui enjambe l'Ill.
Plusieurs cerisiers du Japon ont été plantés au bord du bassin de l'Ill le 20 novembre 1997 pour célébrer l'amitié entre Strasbourg et l'arrondissement de Nerima à Tokyo.
Le siège d'Arte, jusqu'alors disséminé dans plusieurs bâtiments à travers la ville, a été unifié en un seul bâtiment spacieux à proximité du Parlement européen en 2003.
Le 14 novembre 2007 a vu l'extension du tramway de Strasbourg au quartier européen, avec l'inauguration par le président du Parlement européen, Hans-Gert Pöttering, le secrétaire général du Conseil de l'Europe, Terry Davis et le lieutenant général Pedro Pitarch du Corps de réaction rapide européen, des stations Parlement européen, Droits de l'Homme et Robertsau Boecklin. 
Alors que le Conseil de l'Europe a inauguré deux nouveaux bâtiments en 2005 et 2007 (la  Direction européenne de la qualité du médicament et soins de santé et l'Agora), l'Union européenne n'a plus construit de bâtiments à Strasbourg depuis 1999 mais a racheté un ancien bâtiment utilisé par le Conseil de l'Europe.
Les travaux de la nouvelle école européenne de Strasbourg (créée en 2008) débutent en 2013 et s'achèvent pour la rentrée de septembre 2015,. Elle est située au bord de l'Ill, au nord du palais des droits de l'homme, et accueille un millier d'élèves de la maternelle au lycée. Cette nouvelle structure remplace et regroupe en un seul site, à proximité des institutions européennes, les bâtiments préfabriqués auparavant occupés par l'école et installés dans le secteur du boulevard d'Anvers. La nouvelle école, d'une superficie de 12 000 m2, a coûté 36,2 millions d'euros financés par la ville, la région Alsace et le département du Bas-Rhin.
Enfin, dans le cadre de l’aménagement du quartier d'affaires Archipel, 30 000 m2 de réserves foncières ont été prévus pour les institutions européennes.
À l'image du Walk of fame californien, le projet Dalles pour l'Europe voit le jour en 2014. Des étoiles comportant une citation d'une personnalité européenne, sur le thème européen, sont installées entre le palais de l’Europe et l’avenue qui le borde.
Huit bancs, imaginés par des designers européens, ont été installés entre le Parlement européen et le palais des droits de l'homme en mai 2015,. En décembre de la même année, le quartier européen reçoit le label du patrimoine européen.
Un musée consacré au Parlement européen, baptisé « Parlementarium » et inspiré du musée bruxellois du même nom, a été aménagé au sein de l'IPE 4. Il a ouvert le 3 juillet 2017.
L'accès à la promenade Alcide de Gasperi, qui borde l'IPE 4, est bloqué par de lourds portails métalliques depuis fin 2015. En 2018, le Parlement européen fait installer des barbelés et des portails métalliques sur la rive opposée, quai du bassin de l'Ill. Le dispositif est complété par la plantation d'arbustes à épines tandis que des vitres blindées sont installées le long de la promenade Alcide de Gasperi. De nombreuses associations s'indignent de la mise en place de ce dispositif qualifié de « bunkerisation ». Plusieurs manifestations et une pétition ont demandé le maintien de l'accès au quai du bassin du l'Ill et la réouverture de la promenade Alcide de Gasperi. La municipalité indique que le quai du bassin de l'Ill ne sera fermé que lors des sessions parlementaires, ce qui laisse sceptiques les associations de riverains, et ne donne pas de nouvelles indications concernant la promenade Alcide de Gasperi,,.
Fin 2019 commence le chantier des bâtiments Osmose. Réalisés dans le cadre du quartier d'affaires Archipel, ces bâtiments sont destinés à compléter l'offre immobilière du Parlement européen. Le complexe immobilier est accepté par le Parlement en juillet 2023 et rebaptisé Simone Veil en novembre 2023. S'est installé dans cet immeuble 1000 fonctionnaires provenant de Bruxelles et s'y déroule dorénavant les réunions tri-logue Parlement- États membres- Commission européenne qui se réalisait à Bruxelles auparavant. 
2024 UE-Lisa  chargé de la sécurité de l'espace Schengen s'installe sur un seconde site dans une tour du quartier européen tout en maintenant le site du Neuhof au sud de la ville. 

### Principaux bâtiments

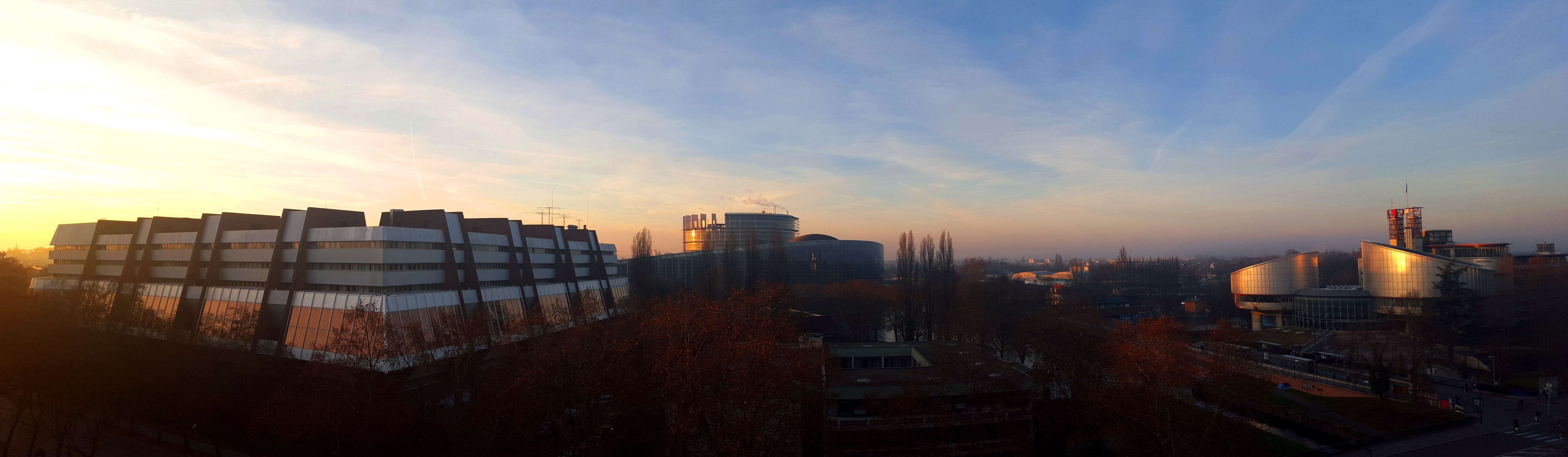
Vue panoramique du Quartier européen, de gauche à droite : le palais de l'Europe, le bâtiment Louise-Weiss et le palais des droits de l'homme.

Conseil de l'Europe, « Europe des 46 » :
- Palais de l'Europe (Henry Bernard, 1977), siège du Conseil de l'Europe, avenue de l'Europe ;
- Palais des droits de l'homme (Richard Rogers, 1995), Cour européenne des droits de l'homme, quai Ernest-Bevin ;
- Agora (Denu & Paradon, 2007), bâtiment annexe du Conseil de l'Europe, quai Jacoutot ;
- Direction européenne de la qualité du médicament, (Denu & Paradon et Art Building, 2005), 7 allée Kastner ;
- Centre européen de la jeunesse (Nils Slaatto et Kjell Lund, 1972), 30 rue Pierre de Coubertin ;
- Bâtiment D du Conseil de l'Europe (Bertrand Monnet, Pierre Appril et Françoise Papillard), ancien siège de la Cour européenne des droits de l'homme inauguré le 28 septembre 1965 par Pierre Pflimlin[23], il accueille désormais le tribunal administratif et la bibliothèque du Conseil de l'Europe, rue Sforza ;
- Villa Schützenberger (Jules Berninger et Henri Gustave Krafft, 1897-1900), Observatoire européen de l'audiovisuel, 76 allée de la Robertsau.

Union européenne, « Europe des 27 » :
- Immeubles du Parlement européen - IPE 1, 2 et 3, (François Sauer et J.P. Friedmann, 1980-1991), bâtiments Winston Churchill, Salvador de Madariaga et Pierre Pflimlin, avenue Robert Schuman et allée Spach ;
- IPE 4 bâtiment Louise-Weiss (Architecture-Studio, 1999), Parlement européen, sa tour circulaire atteignant 70 mètres de hauteur en fait le troisième bâtiment le plus haut de la ville[24], allée du Printemps ;
- Bâtiment Vaclav-Havel (Bertrand Monnet, 1954), actuellement c'est le plus ancien bâtiment du quartier construit spécialement pour accueillir une institution européenne. Ex-bâtiment B du Conseil de l'Europe, il a été racheté par le Parlement européen en 2012 et renommé bâtiment Václav Havel. Des travaux de réhabilitation et de modernisation débutent fin 2014 pour y abriter le siège du Médiateur européen ainsi que des bureaux pour les parlementaires, allée Spach ;
- Bâtiments Osmose en face de l'entrée principale du Parlement, dans le quartier du Wacken, qui reçoit un nouveau nom en Novembre 2023[25]: Simone Veil.

Autres :
- Ancien relais postal (environ 1650), Institut international des droits de l'homme, 2 allée René Cassin ;
- Siège d'Arte (Paul Maechel, 2003), 4 quai du Chanoine Winterer ;
- Villa du Kaysersguet, cette ancienne villa du XVIIIe siècle à l'entrée de la Robertsau a été aménagée en un « Lieu d'Europe » destiné à informer les visiteurs sur les différentes institutions européennes présentes à Strasbourg. L'inauguration a eu lieu le 3 mai 2014. Une extension est inaugurée en 2024 ;
- École européenne (Auer & Weber et DRLW, 2015), le dernier bâtiment en date du quartier, les travaux démarrent en 2013 et se terminent pour la rentrée 2015, rue Peter Schwarber.

Parallèlement à l'inauguration du « Lieu d'Europe », la ville de Strasbourg a mis en place un « Parcours européen » de 2,5 km permettant de découvrir les différents bâtiments du quartier grâce à des repères fléchés et des panneaux d'information. Il a été inauguré le 17 juillet 2014.
Plusieurs sculptures et œuvres d'art contemporaines sont disséminées dans le quartier notamment sur la pelouse du palais de l'Europe, quai du bassin de l'Ill et avenue Robert Schumann.
La plupart des rues du quartier ont reçu (ou ont été renommées) des noms en rapport avec les institutions ou de personnalités européennes : avenues de l'Europe et Robert Schuman, allées des Droits de l'homme et René Cassin, rue Sforza, quai Ernest Bevin, promenade Alcide de Gasperi.

### Galerie

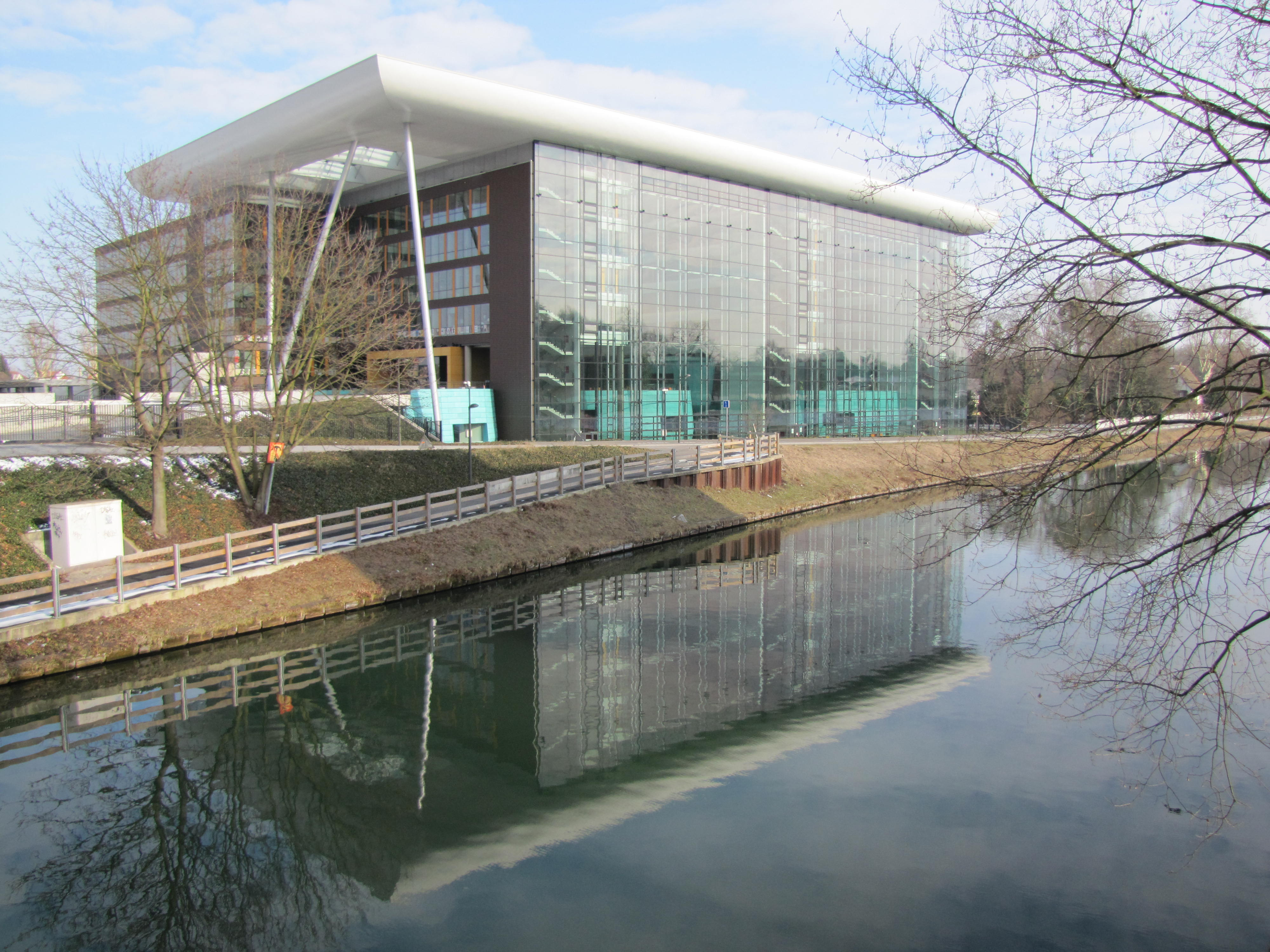
L'Agora.
L'IPE 4, vue depuis le quai du bassin de l'Ill.
L'IPE 4, vue depuis le quai Ernest-Bevin.
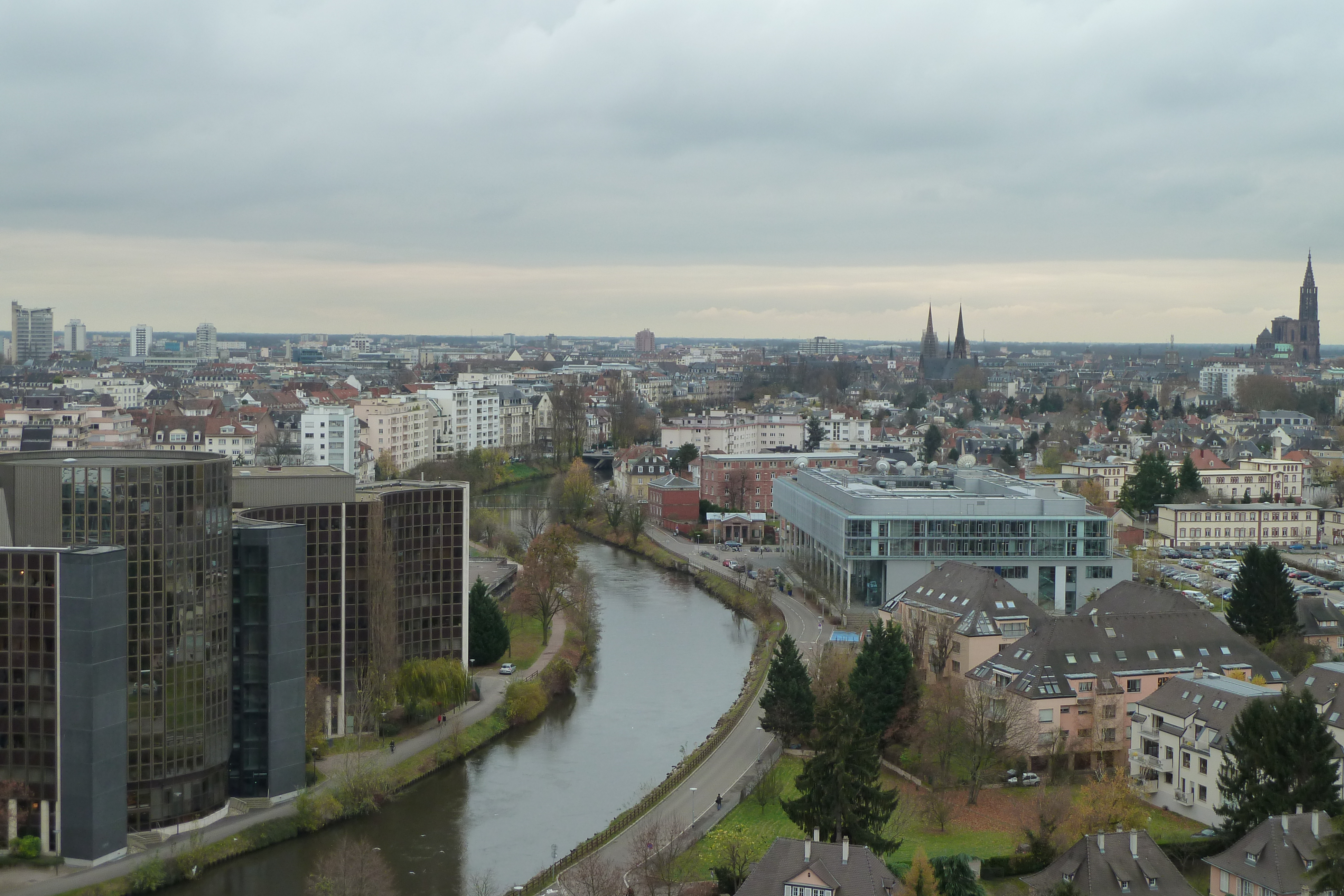
Les IPE à gauche, le siège d'Arte à droite (vue depuis la terrasse de l'IPE 4).
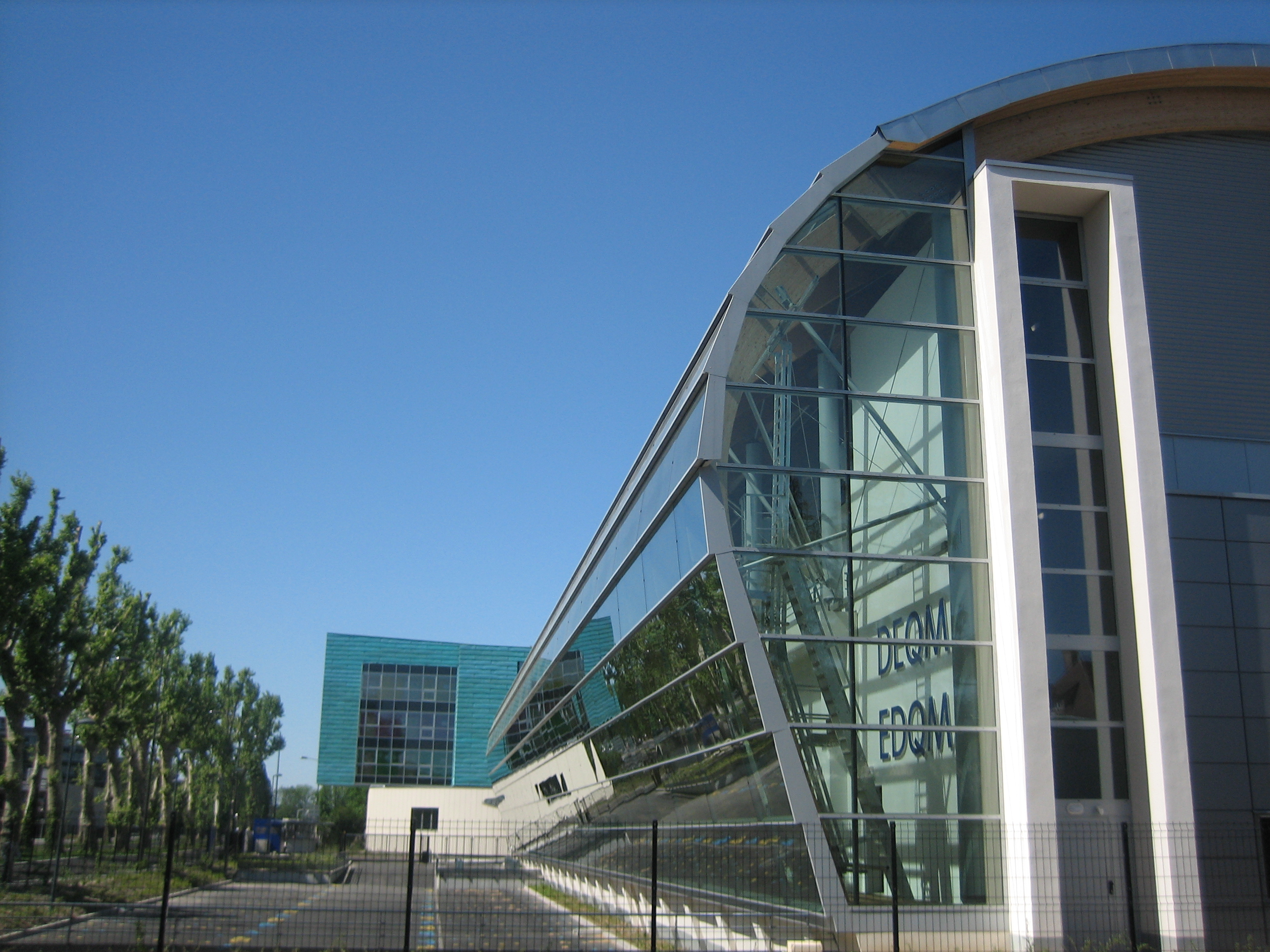
La Direction européenne de la qualité du médicament et soins de santé.
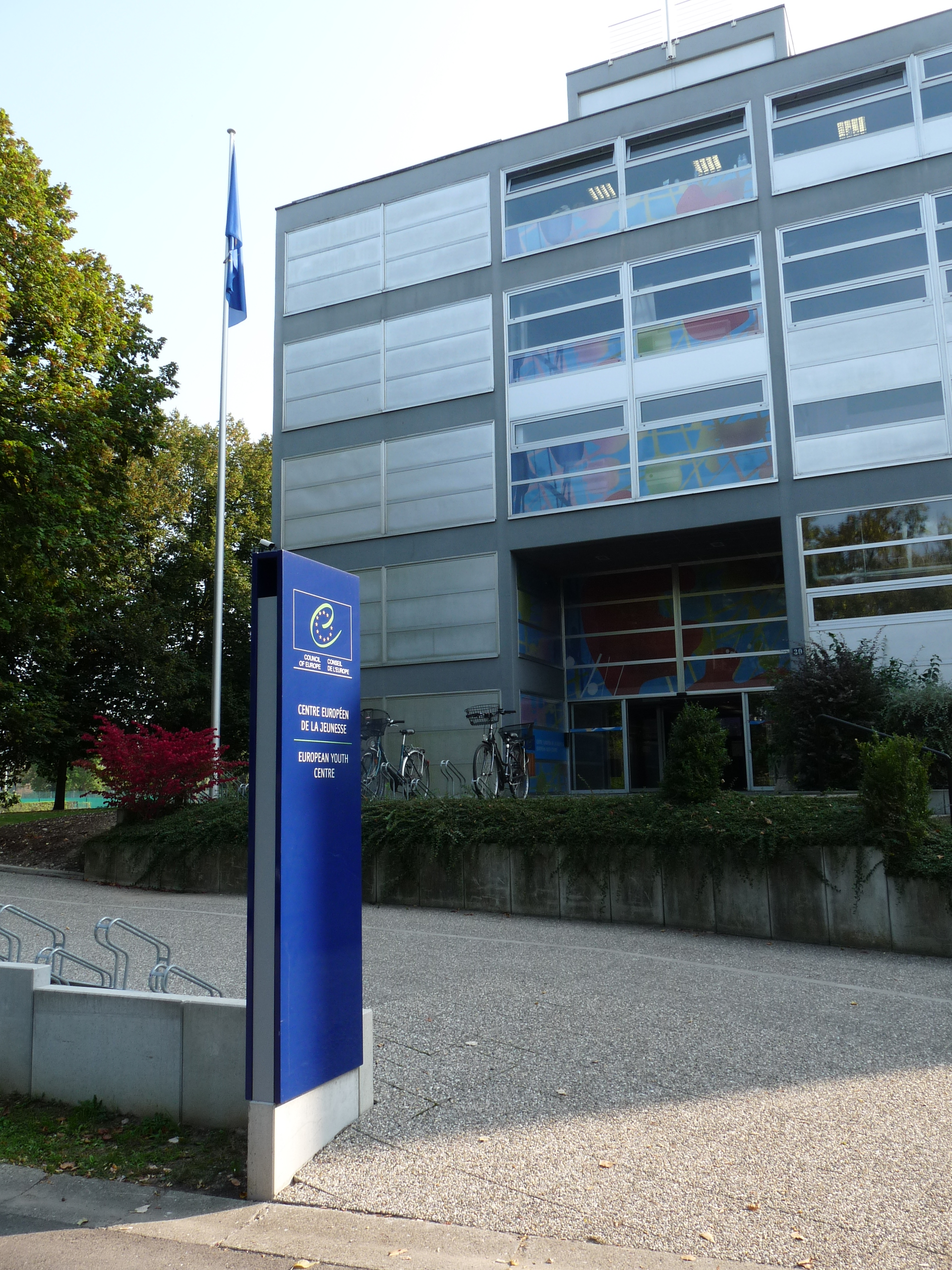
Le centre européen de la jeunesse.
Le siège d'Arte.
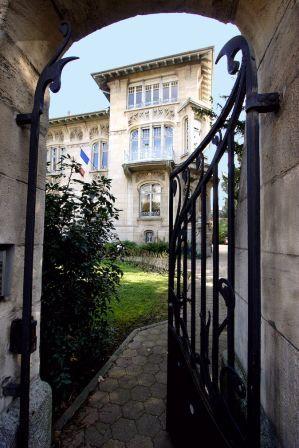
La villa Schutzenberger.
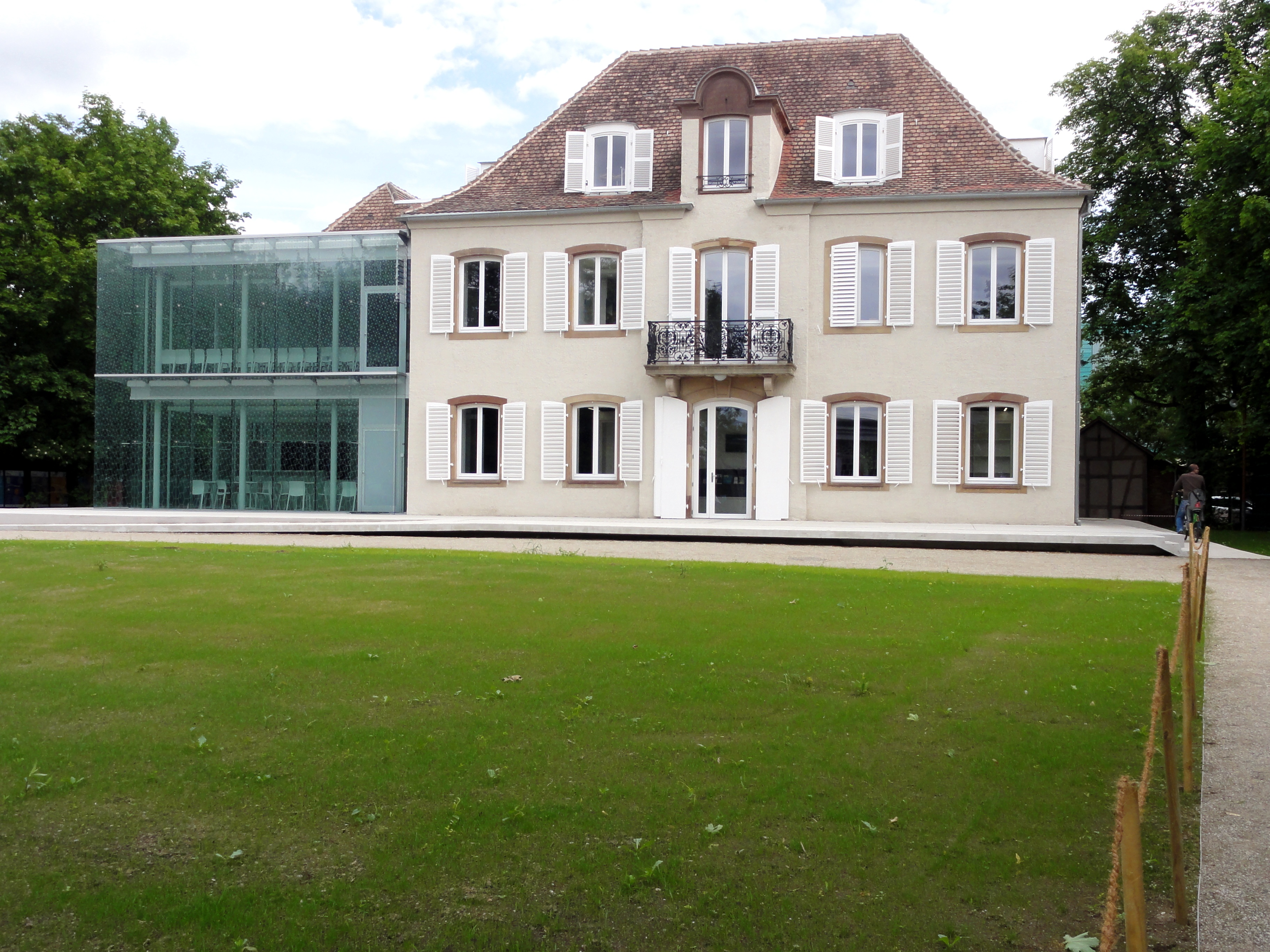
La villa du Kaysersguet.

### Transports en commun
Tram et BHNS :
- ligne E stations Parlement européen - Droits de l'Homme - Robertsau Boecklin ;
- ligne H station Parlement européen.

Bus :
- lignes 6, 30 et 72 arrêts Orangerie - Conseil de l'Europe - Droits de l'Homme - Robertsau Boecklin ;
- ligne 1 arrêt Robertsau Boecklin ;
- Navette Robertsau arrêt Robertsau Boeckin ;
- Navette Palais de l'Europe (Gare Centrale - Palais de l'Europe) uniquement lors des sessions.

## Histoire et institutions

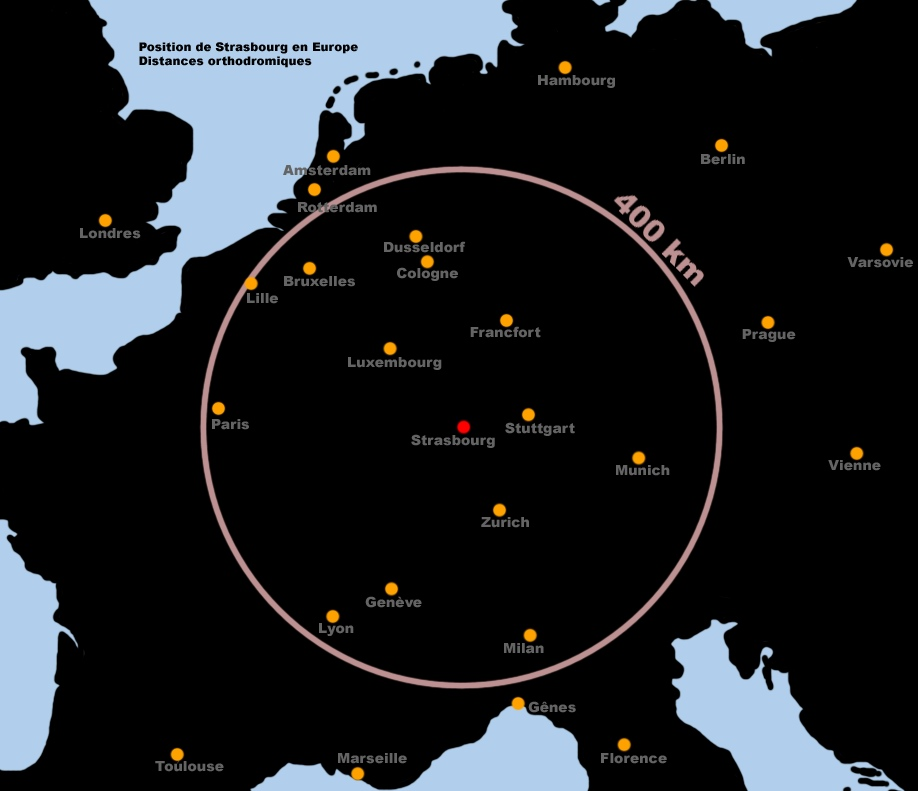
Localisation de Strasbourg en Europe.

La première institution à s'installer dans la ville a été la Commission centrale pour la navigation du Rhin. Fondée en 1815 par le Congrès de Vienne, elle est la plus ancienne organisation internationale du monde, mais ce n'est qu'en 1920 qu'elle s'installe dans l'ancien palais impérial de la place de la République, renommé palais du Rhin, à Strasbourg. Sa fonction est d'encourager la prospérité en garantissant un haut niveau de sécurité pour la navigation sur le Rhin et ses environs.
Cependant l'importance européenne de Strasbourg vient de l'établissement des institutions après la Seconde Guerre mondiale. Du mouvement d'intégration européenne résulte la création de nouvelles entités. 
La première institution qui s'installe à Strasbourg après la guerre est la Commission internationale de l'état civil, fondée en 1948. Le Conseil de l'Europe est créé quelques mois plus tard le 5 mai 1949. Sa toute première réunion a lieu dans le palais universitaire de Strasbourg. La Communauté européenne du charbon et de l'acier (ancêtre de l'Union européenne) voit le jour le 23 juillet 1952. S'ensuit l'établissement progressif d'une Europe pacifiée, unifiée et prospère. Le Conseil de l'Europe est à l'origine de la Convention européenne des droits de l'homme de 1950, et l'Union européenne, elle, publie en 2000 la Charte des droits fondamentaux de l'Union européenne.
L'une des plus principales impulsions pour faire de Strasbourg le siège de nombreuses institutions européennes est venue du ministre britannique des Affaires étrangères Ernest Bevin, dont la fille de l'un des plus proches conseillers avait étudié dans cette ville. Alors que Bevin affirme publiquement que les aspects multiculturels, multiconfessionnels de la ville ainsi que sa position géographique au cœur de l'Europe (occidentale) étaient les critères sur lesquels elle avait été choisie, il a donné en privé une raison tout à fait différente : « Strasbourg ? Parfait, personne n'ira là-bas ».
En 2016, à la suite du Brexit, Strasbourg est également candidate pour accueillir l'Agence européenne des médicaments, mais la France privilégie finalement la candidature de Lille en avril 2017. 

### Conseil de l'Europe

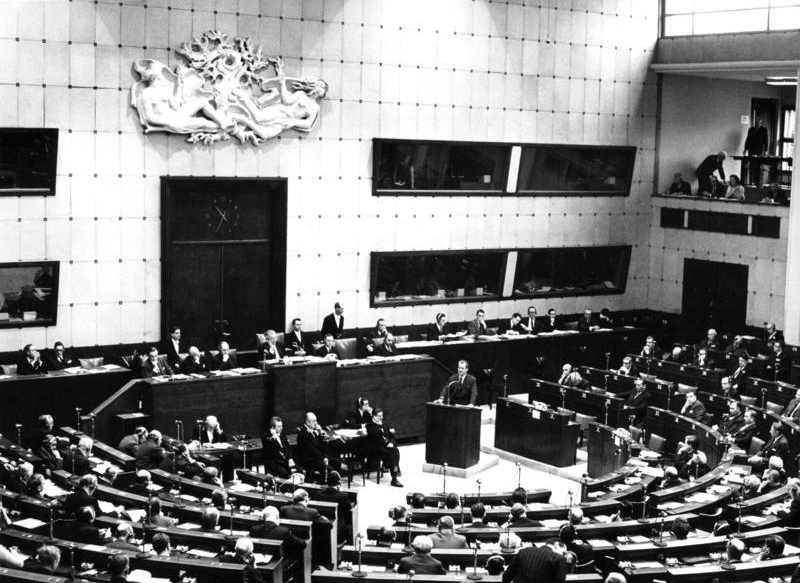
Une session de l'Assemblée du Conseil de l'Europe en janvier 1967, à Strasbourg, dans la Maison de l'Europe, qui se trouvait à l'emplacement de l'actuel Palais de l'Europe.

Jusqu'en 1999, le Conseil de l'Europe partageait l'hémicycle du palais de l'Europe avec le Parlement européen. 
Le premier bâtiment terminé a été la maison de l'Europe, inauguré en 1950 mais démoli en 1977 lorsqu'il a été remplacé par l'actuel palais de l'Europe.
Le palais de l'Europe et la villa Art nouveau Schutzenberger sont situés dans le quartier de l'Orangerie, alors que la Cour européenne des droits de l'homme, la Direction européenne de la qualité du médicament et soins de santé, et le bâtiment de l'Agora sont situés dans le quartier de la Robertsau. Le bâtiment de l'Agora a été élu « meilleur projet immobilier de centre d'affaires international 2007 » (le 13 mars 2008 au MIPIM 2008) et a marqué la fin provisoire des nouvelles constructions du Conseil de l'Europe. L'Agora a été officiellement inaugurée le 17 avril 2008 par le ministre français des Affaires étrangères Bernard Kouchner).

### Union européenne

#### Parlement européen
Le Parlement européen possède cinq bâtiments dans le quartier. Il utilisait l'hémicycle du Conseil de l'Europe pour tenir ses sessions, jusqu'en 1999, date à laquelle son nouveau bâtiment principal, l'IPE 4 Louise-Weiss, sur la rive opposée en face du palais de l'Europe (quartier du Wacken), a été terminé. Il est relié par une passerelle aux immeubles de bureaux qui s'étendent sur un arc autour du palais de l'Europe.
Le Parlement européen accueille environ 140 000 visiteurs par an.

##### Controverse
L'emplacement du Parlement européen est soumis à controverse, de par le fait qu'il travaille non seulement à Strasbourg mais aussi à Bruxelles et au Luxembourg où demeure son secrétariat. Cette division entraîne des difficultés financières, environnementales et pratiques. Mais le traité de Maastricht en 1992, puis le traité d'Amsterdam en 1997, ont confirmé Strasbourg comme siège officiel du Parlement européen.
Le 24 octobre 2006, le Parlement a officialisé l'achat de l'ensemble de ses bâtiments strasbourgeois (qui appartenaient à la ville), scellant par là son ancrage dans la capitale alsacienne.

#### Médiateur européen
Le bâtiment Vaclav Havel abrite également une autre entité de l'Union européenne, dont Strasbourg est le siège officiel depuis 1992, le médiateur européen.

### Association parlementaire européenne
L'Association parlementaire européenne (APE) occupe la villa Schützenberger. Cette association, créée en 1983, regroupe les députés du Parlement européen et les représentants de l’Assemblée parlementaire du Conseil de l’Europe dans l'objectif de promouvoir ces institutions.

### Établissements d'enseignement français

#### ENA
L'École nationale d'administration, fondée en 1945 à Paris, a déménagé à Strasbourg à la suite d'un décret datant de 1991 et s'est établie dans la ville de façon permanente en 2005. La direction avait été transférée dès le début, mais les étudiants devaient encore suivre une moitié de leurs cours dans chaque ville jusqu'à cette année 2005. Lors de ce déménagement et dans la continuité de son ouverture européenne, l'école a intégré le Centre d'études européennes de Strasbourg (CEES) de l'université de Strasbourg et s'ajoute désormais le titre d'École européenne de gouvernance.
L'ENA est installée dans l'ancienne commanderie Saint-Jean, utilisée comme prison jusque dans les années 1980, entre la Petite France et la gare centrale.
Le 1er janvier 2022, l'ENA est remplacée par l'Institut national du service public.

#### Institut des hautes études européennes
Une autre institution académique en phase avec l'Europe est l'Institut des hautes études européennes (IHEE), installée dans la villa Art nouveau Knopf (construite en 1903-1905), près du quartier européen. Cette école a été fondée en 1953 et a alors été appelée Centre universitaire des hautes études européennes. L'IHEE a fusionné avec l'IEP de Strasbourg le 15 février 2013.

### Relais d'information
Strasbourg est également le siège de divers relais d'information de l'Union européenne, tels que le centre d'information sur les institutions européennes (CIIE), le centre Euro-Info (Euro-Info Centre, EIC), l'antenne MEDIA et les centres de documentation européens (European Documentation Centres, EDC) ainsi que le Portail européen de la mobilité pour le travail, le réseau EURES.

### Défense
Strasbourg est au cœur de la défense européenne, elle accueille depuis 1992 le corps européen (ou Eurocorps). 
Le 291e Jägerbataillon est installé à Illkirch-Graffenstaden depuis 2010. C’est la seule unité de la Bundeswehr stationnée en France dans le cadre de la brigade franco-allemande.

### Autres entités
Si d'autres entités se sont installées dans la ville, la plupart d'entre elles n'ont de rapport ni avec le Conseil de l'Europe ni avec l'Union européenne mais travaillent plus ou moins en collaboration avec eux. 
Citons la Commission internationale de l'état civil, la Fondation René-Cassin - Institut international des droits de l'homme (fondée en 1969), la Fondation européenne de la science (fondée en 1974) installée dans l'ancien couvent des Récollets dans la Grande Île, l'Assemblée des régions d'Europe (établie en 1985) et le Human Frontier Science Program (conçu en 1986 et lancé en 1989).
Strasbourg est également le siège principal de la chaîne de télévision franco-allemande Arte depuis sa création en 1991. 
Le centre d’hébergement des bases de données de l'espace Schengen (Système d'information Schengen), dépendant de l'Agence de l'Union européenne pour la gestion opérationnelle des systèmes d'information à grande échelle (EU-Lisa), est installé rue de la Faisanderie au Neuhof.
Strasbourg accueille également l'association Apollonia (créée en 1998), qui se définit elle-même comme « une plate-forme de coopération dans le domaine des arts visuels entre les pays européens et, plus spécifiquement, avec les pays d'Europe centrale et orientale, les Balkans, les pays du long de la mer Baltique et du Sud de Caucase ». L'association a été créée sur une base de travail conduite depuis 1994 par le Conseil de l'Europe dans le cadre du Programme d’Échanges artistiques européens.
L'Eurodistrict Strasbourg-Ortenau est un groupement européen de coopération territoriale composé de l'Eurométropole de Strasbourg, de la communauté de communes du Canton d'Erstein et de l'arrondissement de l'Ortenau. 
Par ailleurs, Strasbourg est la deuxième ville diplomatique française avec 1 ambassade, 41 consulats (dont Allemagne, Belgique, Luxembourg, Portugal...), 47 représentations permanentes d'États membres auprès du Conseil de l'Europe, ainsi qu'une centaine d'ONG à caractère international.
Le 1er janvier 2021, les conseils départementaux du Bas-Rhin et du Haut-Rhin fusionnent au sein de la collectivité européenne d'Alsace. Cette nouvelle collectivité territoriale française, dont le siège est situé à Strasbourg, dispose de compétences particulières notamment en matière de coopération transfrontalière.

## Statut politique
Strasbourg est avec New York et Genève, l'une des trois villes à accueillir des institutions internationales majeures sans être une capitale de pays.
Ainsi Strasbourg a reçu de nombreuses personnalités internationales notamment Winston Churchill, Willy Brandt, Konrad Adenauer, Margaret Thatcher, Ronald Reagan en 1985, Yasser Arafat en 1988 et 1994, Jean-Paul II également en 1988, Mikhail Gorbatchev en 1989, Nelson Mandela en 1990, Élisabeth II en 1992, Barack Obama en 2009, Ban Ki-moon, Aung San Suu Kyi et le pape François en 2014.
Vingt institutions ont leur unique, ou l'un de leurs principaux, siège à Strasbourg. En raison de cette concentration dans un si petit espace, Strasbourg, à l'instar de Bruxelles, réclame le titre de « capitale de l'Europe ». Alors que Bruxelles est la ville capitale d'un État trilingue, la Belgique, Strasbourg a eu de longues périodes françaises et allemandes et est ainsi familière avec les deux cultures et les deux langues.
Depuis 2005, Strasbourg crée une communauté politique plus large (connue sous le nom d'Eurodistrict Strasbourg-Ortenau) qui consiste en une administration commune de l'agglomération Strasbourgeoise transfrontalière avec les communes allemandes voisines (Kehl, Offenbourg, Lahr et Achern dans le Bade-Wurtemberg) sur l'autre rive du Rhin. L'ensemble des populations de ce district comptait 1 008 000 habitants en 2018.

## Compléments